# Kaspar Gottfried Schweizer

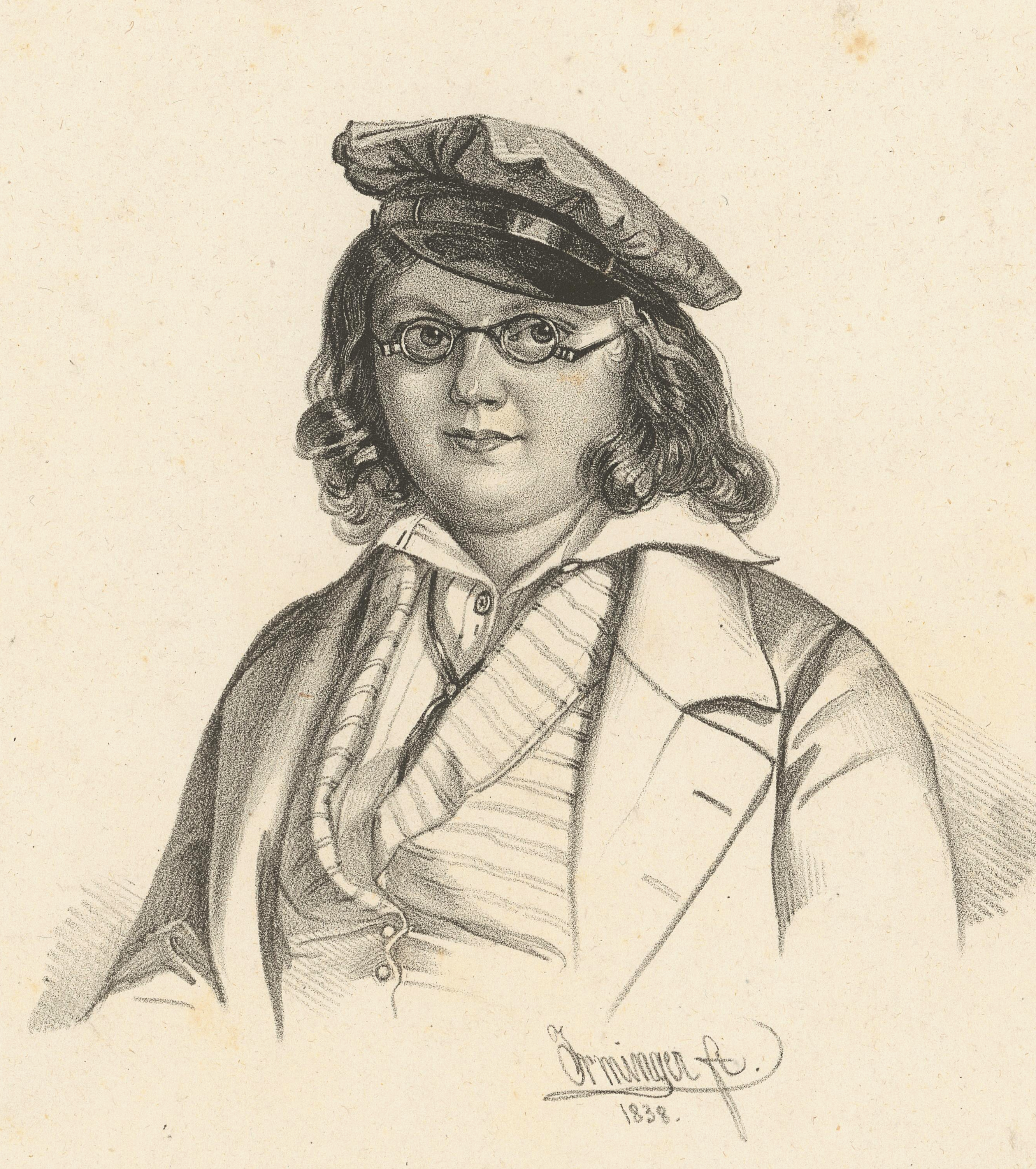
Kaspar Gottfried Schweizer (1838)

Kaspar Gottfried Schweizer (* 10. Februar 1816 Wila, Kanton Zürich; † 6. Juli 1873 in Moskau) war ein Schweizer Astronom.

## Leben und Werk
Kaspar Gottfried Schweizer wurde als Sohn des Pfarrers und Sozialpolitikers Ludwig Jakob Schweizer (1788–1850) und seiner Frau Dorothea geborene Bosshard geboren.
Er war der ältere Bruder des Chemikers Matthias Eduard Schweizer. Von 1836 bis 1839 studierte er Naturwissenschaften an der Universität Zürich und ging dann an die Albertus-Universität Königsberg, wo er unter anderem bei Bessel und Jacobi seine Studien fortsetzte.
Ab 1842 arbeitete er als Astronom am Pulkowo-Observatorium in der Nähe Sankt Petersburgs. 1845 siedelte er nach Moskau über, wurde vier Jahre später Adjunkt an der Universität Moskau und war in den Jahren von 1852 bis 1856 Astronom am Konstantin-Messinstitut in Moskau. Unterstützt durch Struve wurde er 1856 schliesslich Direktor der Sternwarte und Professor für Astronomie an der Universität Moskau. Aus gesundheitlichen Gründen musste er diesen Dienst im Frühjahr 1872 quittieren und verstarb nach schwerer Krankheit im darauffolgenden Jahr.
Schweizer entdeckte die vier Kometen C/1847 Q1, C/1849 G1, C/1853 G1 und C/1855 G1 und das NGC-Objekt NGC 7804.